# Qamqam
Qamqam (ryska: Гамгам) är en ort i Azerbajdzjan.   Den ligger i distriktet Quba Rayonu, i den nordöstra delen av landet, 140 km nordväst om huvudstaden Baku. Qamqam ligger 510 meter över havet och antalet invånare är 2 080.
Terrängen runt Qamqam är huvudsakligen kuperad, men söderut är den bergig. Närmaste större samhälle är Vtoryye Nyugedy, 7,3 km norr om Qamqam. 
Omgivningarna runt Qamqam är en mosaik av jordbruksmark och naturlig växtlighet. Runt Qamqam är det ganska glesbefolkat, med 48 invånare per kvadratkilometer.